# PARM

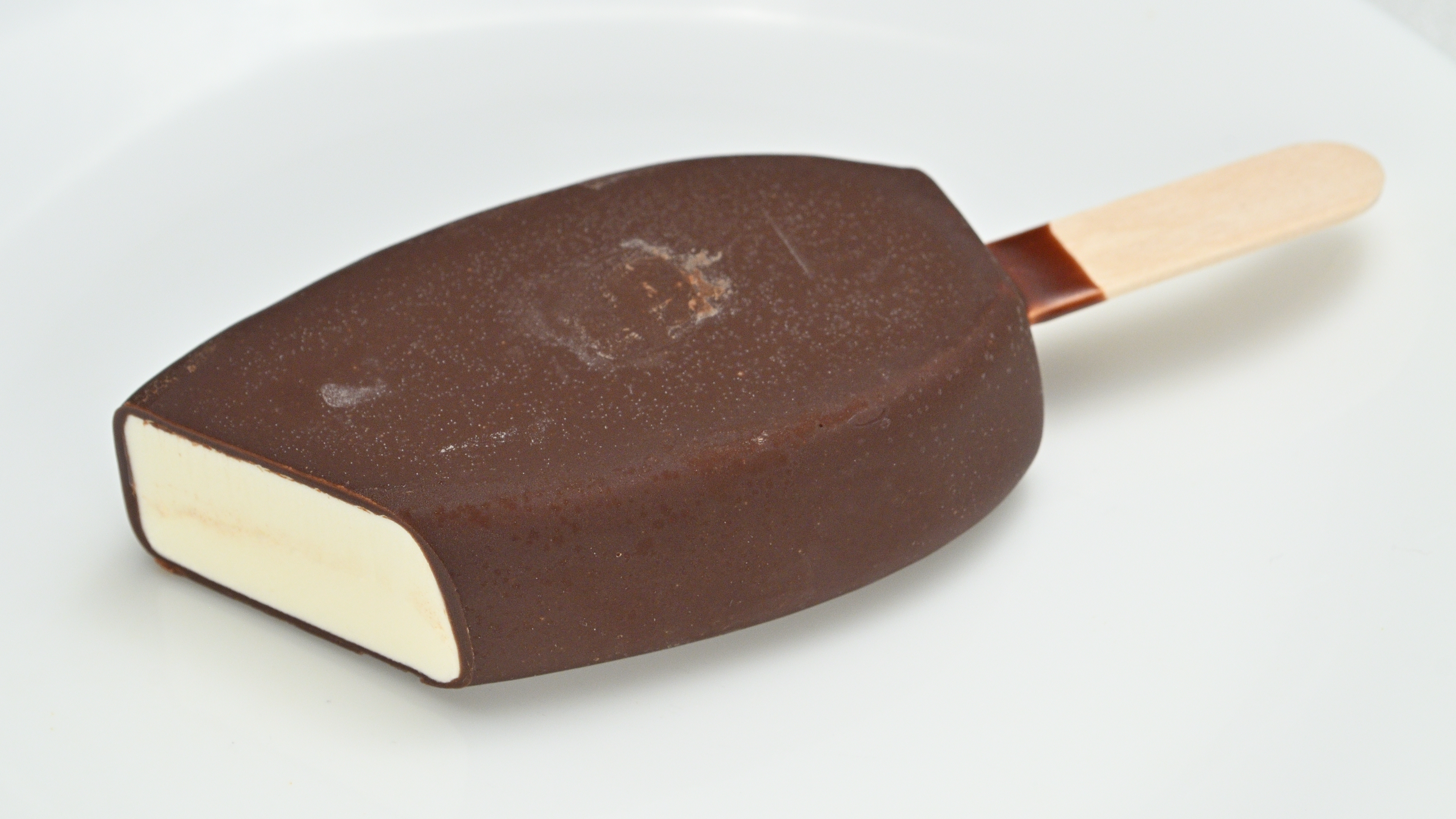
森永乳業のPARM

 PARM（パルム）は、森永乳業のアイスクリームのブランドである。2005年4月発売開始。グループ会社の冨士森永乳業（静岡県駿東郡長泉町）が製造。

## 概要
手のひらサイズで周囲をチョコレートでコーティングしてある本製品は、「デイリープレミアム」というアイスクリームのカテゴリーを生み出した「口どけ」「コク」「なめらかさ」の食感が味わえることを特徴としている。
2024年度には、シリーズ全体で年間売上が200億円に到達。出荷金額ベースで発売初年度の2005年と比べて10倍以上に拡大している。

## 特徴
- 口当たりがなめらかなのは、急速凍結させ、氷の結晶が細かい状態で仕上げているためである。
- PARMのアイスクリームを包んでいるチョコレートは、オリジナルのレシピで作られており、体温と同じ温度で液状になるように溶ける温度（融点）をコントロールし、冷たい温度のアイスクリームと口の中で一緒に溶け合うように、素材の温度にこだわってPARMING（パルミング）という最適のレシピに仕立てている。※パルミングは造語。

## 開発
少子高齢化によるターゲット層の開拓に向け、本製品は「大人が満足できる、シンプルで上質なアイスクリーム」というコンセプトの元、2002年に開発プロジェクトが立てられた。開発に当たり、おいしさを重視する客ほど触感やくちどけを重視することを念頭に置かれた。
乳業メーカーならではの乳原料へのこだわりとして、プレミアムアイスクリームと同様のクリーム、脱脂濃縮乳を使用している。また、アイスクリーム類は「乳及び乳製品の成分規格等に関する省令」により、乳成分の量によってアイスクリーム・アイスミルク・ラクトアイスの三種に分類されるが、PARMは乳脂肪分を8%以上含むアイスクリームのグレードとなる。こうしたこだわりの乳原料の乳脂肪分などを全体が均等になるように微細化し、空気を取り込みながら攪拌することで、なめらかでコクのある味わいのアイスクリームになっている。

## 商品

### 発売中の商品
- PARMチョコレート（1本入り）
- PARMチョコレート（55ml×6本入り）
- PARMアーモンド&チョコレート（1本入り）
- PARMアーモンド&チョコレート（55ml×6本入り）
- PARMホワイトリッチミルク（1本入り)
- PARMバニラホワイトチョコ（55ml×6本入り）
- PARMストロベリー＆ホワイトチョコ（55ml×6本入り）
- PARMキャラメルマキアート（55ml×6本入り）
- フルーツPARM オレンジ＆バニラ（1本入り）
- フルーツPARM オレンジ＆バニラ（55ml×6本入り）
- フルーツPARM ストロベリー（1本入り）
- フルーツPARM ストロベリー（55ml×6本入り）

### 過去発売の商品
- PARMストロベリー
- ザ・ストロベリー
- エスプレッソラテ
- ロイヤルミルクティー
- ストロベリー
- キャラメル
- エスプレッソ
- チョコレート＆チョコレート
- 抹茶
- カフェモカ
- アーモンドチョコ

## CM

### イメージキャラクター
現在
- 竹野内豊

過去
- 寺尾聰
- 竹内結子
- 仲里依紗